# Seznam dílů seriálu Na parket!
Toto je seznam dílů seriálu Na parket!. Americký seriál Na parket! měl premiéru 7. listopadu 2010 v USA a 29. ledna 2011 v Česku, své působení zakončil 10. listopadu 2013 v USA a 2. února 2014 v Česku. Vysílal se na dětské stanici Disney Channel. Seriál sleduje dvě nejlepší kamarádky CeCe (Bella Thorne) a Rocky (Zendaya), který tancují v taneční show Na Parket, Chicago!. Seriál sleduje jejich dobrodružství, řešení problémů a otázek, jejich slávu, testuje jejich přátelství a soupeření v pořadu. Originální název dílu vždy končí na „it up“ a český název většinou končí na „to.“
Seriál skončil třetí řadou a s celkovým počtem 78 dílů.

## Přehled řad
| Řada | Díly | Premiéra v USA | Premiéra v USA     | Premiéra v ČR  | Premiéra v ČR     |
| Řada | Díly | První díl      | Poslední díl       | První díl      | Poslední díl      |
| ---- | ---- | -------------- | ------------------ | -------------- | ----------------- |
| 1    | 21   | 7. října 2010  | 21. srpna 2011     | 29. ledna 2011 | 24. prosince 2011 |
| 2    | 31   | 18. září 2011  | 17. srpna 2012     | 25. února 2012 | 19. ledna 2013    |
| 3    | 26   | 14. října 2012 | 10. listopadu 2013 | 16. února 2013 | 2. února 2014     |

## Seznam dílů

### První řada (2010–2011)
| Č. v seriálu | Č. v řadě | Název               | Český název     | Režie            | Scénář                    | Premiéra v USA     | Premiéra v ČR     | Produkční kód |
| ------------ | --------- | ------------------- | --------------- | ---------------- | ------------------------- | ------------------ | ----------------- | ------------- |
| 1            | 1         | Start It Up         | Rozjeď to       | Shelley Jensen   | Chris Thompson            | 7. listopadu 2010  | 29. ledna 2011    | 101           |
| 2            | 2         | Meatball It Up      | Spolkni to      | Shelley Jensen   | John D. Beck, Ron Hart    | 14. listopadu 2010 | 29. ledna 2011    | 104           |
| 3            | 3         | Give It Up          | Vzdej to        | Shelley Jensen   | Rob Lotterstein           | 21. listopadu 2010 | 5. února 2011     | 103           |
| 4            | 4         | Add It Up           | Spočítej si to  | Shelley Jensen   | Eileen Conn               | 28. listopadu 2010 | 12. února 2011    | 105           |
| 5            | 5         | Kick It Up          | Nakopni to      | Shelley Jensen   | Ron Zimmerman             | 5. prosince 2010   | 19. února 2011    | 107           |
| 6            | 6         | Age It Up           | Na věku záleží  | Shelley Jensen   | Rob Lotterstein           | 9. prosince 2010   | 16. dubna 2011    | 108           |
| 7            | 7         | Party It Up         | Užij si to      | Shelley Jensen   | Jenny Lee                 | 12. prosince 2010  | 26. února 2011    | 106           |
| 8            | 8         | Hook It Up          | Zabal to        | Shelley Jensen   | Chris Thompson            | 19. prosince 2010  | 9. dubna 2011     | 102           |
| 9            | 9         | Wild It Up          | Rozdivoč to     | Joel Zwick       | Chris Thompson            | 9. ledna 2011      | 30. dubna 2011    | 110           |
| 10           | 10        | Match It Up         | Seznamte se     | Joel Zwick       | Rob Lotterstein           | 23. ledna 2011     | 24. září 2011     | 111           |
| 11           | 11        | Show It Up          | Předveď to      | Joel Zwick       | Eileen Conn               | 20. února 2011     | 17. června 2011   | 112           |
| 12           | 12        | Heat It Up          | Zahřej to       | Katy Garretson   | John D. Beck, Ron Hart    | 27. února 2011     | 25. dubna 2011    | 109           |
| 13           | 13        | Glitz It Up         | Nablýskej to    | Eric Dean Seaton | Ron Zimmerman             | 6. března 2011     | 4. června 2011    | 113           |
| 14           | 14        | Hot Mess It Up      | Jste v průšvihu | Eric Dean Seaton | John D. Beck, Ron Hart    | 20. března 2011    | 25. června 2011   | 114           |
| 15           | 15        | Reunion It Up       | Usmiř se        | Sean McNamara    | Howard J. Morris          | 10. dubna 2011     | 2. října 2011     | 116           |
| 16           | 16        | Sweat It Up         | Zapoť se        | Joel Zwick       | David Tolentino           | 1. května 2011     | 3. prosince 2011  | 117           |
| 17           | 17        | Vatalihootsit It Up | Oslav to        | Joel Zwick       | John D. Beck, Ron Hart    | 12. června 2011    | 10. září 2011     | 118           |
| 18           | 18        | Model It Up         | Obleč se        | Eric Dean Seaton | Jenny Lee                 | 17. června 2011    | 10. září 2011     | 115           |
| 19           | 19        | Twist It Up         | Naplánuj to     | Shelley Jensen   | Eileen Conn               | 10. července 2011  | 10. prosince 2011 | 119           |
| 20           | 20        | Break It Up         | Přej si to      | Shelley Jensen   | Jenny Lee, Chris Thompson | 24. července 2011  | 17. prosince 2011 | 121           |
| 21           | 21        | Throw It Up         | Vylež to        | Shelley Jensen   | Rob Lotterstein           | 21. srpna 2011     | 24. prosince 2011 | 120           |

### Druhá řada (2011–2012)
| Č. v seriálu | Č. v řadě | Původní název                   | Český název          | Režie              | Scénář                     | Premiéra v USA     | Premiéra v ČR      | Produkční kód |
| ------------ | --------- | ------------------------------- | -------------------- | ------------------ | -------------------------- | ------------------ | ------------------ | ------------- |
| 22           | 1         | Shrink It Up                    | Vyřešte to           | Joel Zwick         | Rob Lotterstein            | 18. září 2011      | 25. února 2012     | 203           |
| 23           | 2         | Three's a Crowd It Up           | Rozhodni to          | Joel Zwick         | Jenny Lee                  | 25. září 2011      | 25. února 2012     | 206           |
| 24           | 3         | Shake It Up, Up & Away (Part 1) | Vyřešte to (1. část) | Joel Zwick         | Rob Lotterstein            | 2. října 2011      | 25. března 2012    | 201           |
| 25           | 4         | Shake It Up, Up & Away (Part 2) | Rozleť se (2. část)  | Joel Zwick         | Eileen Conn                | 2. října 2011      | 25. března 2012    | 202           |
| 26           | 5         | Beam It Up                      | Unes to              | Joel Zwick         | David Holden               | 9. října 2011      | 13. května 2012    | 204           |
| 27           | 6         | Doctor It Up                    | Zapři to             | Joel Zwick         | Jeff Strauss               | 23. října 2011     | 10. března 2012    | 205           |
| 28           | 7         | Review It Up                    | Zhodnoť to           | Joel Zwick         | David Holden               | 6. listopadu 2011  | 6. dubna 2012      | 210           |
| 29           | 8         | Double Pegasus It Up            | Neztrať to           | Joel Zwick         | David Tolentino            | 13. listopadu 2011 | 31. března 2012    | 207           |
| 30           | 9         | Auction It Up                   | Vydraž to            | Joel Zwick         | Rob Lotterstein            | 20. listopadu 2011 | 9. dubna 2012      | 211           |
| 31           | 10        | Camp It Up                      | Přežeň to            | Joel Zwick         | Eileen Conn                | 27. listopadu 2011 | 28. května 2012    | 213           |
| 32           | 11        | Jingle It Up                    | Vykoleduj to         | Ellen Gittelsohn   | Eileen Conn                | 11. prosince 2011  | 16. prosince 2012  | 212           |
| 33           | 12        | Apply It Up                     | Přihlaš se na to     | Joel Zwick         | David Holden               | 8. ledna 2012      | 2. června 2012     | 215           |
| 34           | 13        | Split It Up                     | Rozděl to            | Joel Zwick         | Jenn Lloyd, Kevin Bonani   | 22. ledna 2012     | 16. června 2012    | 208           |
| 35           | 14        | Copy Kat It Up                  | Napodob to           | Joel Zwick         | Rob Lotterstein            | 19. února 2012     | 14. července 2012  | 219           |
| 36           | 15        | Egg It Up                       | Nerozbij to          | Joel Zwick         | Jenny Lee                  | 26. února 2012     | 30. června 2012    | 209           |
| 37           | 16        | Judge It Up                     | Rozsuď to            | Ellen Gittelsohn   | Eileen Conn                | 11. března 2012    | 17. července 2012  | 214           |
| 38           | 17        | Parent Trap It Up               | Past na rodiče       | Joel Zwick         | Jeff Strauss               | 25. března 2012    | 22. září 2012      | 218           |
| 39           | 18        | Weird It Up                     | Oplať to             | Alfonso Ribeiro    | David Tolentino            | 1. dubna 2012      | 18. srpna 2012     | 217           |
| 40           | 19        | Whodunit Up?                    | Vypátrej to          | Joel Zwick         | Darin Henry                | 15. dubna 2012     | 15. září 2012      | 221           |
| 41           | 20        | Tunnel it up                    | Vytuneluj to         | Joel Zwick         | Jenny Lee                  | 13. května 2012    | 28. července 2012  | 216           |
| 42           | 21        | Protest It Up                   | Nedovol to           | Joel Zwick         | Cat Davis                  | 20. května 2012    | 8. září 2012       | 220           |
| 43           | 22        | Wrestle It Up                   | Vybojuj to           | Joel Zwick         | Jenn Lloyd, Kevin Bonani   | 3. června 2012     | 10. září 2012      | 222           |
| 44           | 23        | Reality Check It Up             | Uvědom si to         | Joel Zwick         | Jenny Lee                  | 10. června 2012    | 6. října 2012      | 226           |
| 45           | 24        | Rock and Roll It Up             | Roztrsej to          | Roger Christiansen | Jenn Lloyd, Kevin Bonani   | 1. července 2012   | 17. listopadu 2012 | 214           |
| 46           | 25        | Boot It Up                      | Vycvič to            | Joel Zwick         | Jeff Strauss               | 15. července 2012  | 5. ledna 2013      | 227           |
| 47           | 26        | Slumber It Up                   | Objev to             | Roger Christiansen | Jenny Lee                  | 29. července 2012  | 22. prosince 2012  | 223           |
| 48           | 27        | Surprise It Up                  | Překvap to           | Alfonso Ribeiro    | David Holden, Jeff Strauss | 5. srpna 2012      | 3. listopadu 2012  | 224           |
| 49           | 28        | Embarrass It Up                 | Ztrapni to           | Joel Zwick         | Eileen Conn                | 12. srpna 2012     | 8. prosince 2012   | 228           |
| 50-52        | 29-31     | Made in Japan                   | Made in Japan        | Joel Zwick         | Rob Lotterstein            | 17. srpna 2012     | 19. ledna 2013     | 2100          |

### Třetí řada (2012–2013)
| Č. v seriálu | Č. v řadě | Původní název            | Český název     | Režie                    | Scénář                         | Premiéra v USA     | Premiéra v ČR      | Produkční kód |
| ------------ | --------- | ------------------------ | --------------- | ------------------------ | ------------------------------ | ------------------ | ------------------ | ------------- |
| 53           | 1         | Fire It Up               | Zapal to        | Joel Zwick               | Rob Lotterstein                | 14. října 2012     | 16. února 2013     | 301           |
| 54           | 2         | Funk It Up               | Urovnej to      | Joel Zwick               | Eileen Conn                    | 28. října 2012     | 16. února 2013     | 302           |
| 55           | 3         | Spirit It Up             | Povzbuď to      | Joel Zwick               | Darin Henry                    | 4. listopadu 2012  | 23. února 2013     | 303           |
| 56           | 4         | Lock It Up               | Zamkni to       | Joel Zwick               | Jenny Lee                      | 11. listopadu 2012 | 2. března 2013     | 304           |
| 57           | 5         | Merry Merry It Up        | Naprav to       | Joel Zwick               | Jennifer Glickman              | 2. prosince 2012   | 30. března 2013    | 306           |
| 58           | 6         | Home Alone It Up         | Pohlídej to     | Joel Zwick               | Jenn Lloyd, Kevin Bonani       | 9. prosince 2012   | 6. dubna 2013      | 305           |
| 59           | 7         | Oh Brother It Up         | Sbratři to      | Rosario J. Roveto mladší | Rob Lotterstein                | 13. ledna 2013     | 13. dubna 2013     | 307           |
| 60           | 8         | Quit It Up               | Zanech toho     | Joel Zwick               | Jenny Lee                      | 27. ledna 2013     | 20. dubna 2013     | 308           |
| 61           | 9         | Ty It Up                 | Odstup z toho   | Joel Zwick               | Eileen Conn                    | 17. února 2013     | 7. června 2013     | 309           |
| 62           | 10        | My Fair Librarian It Up  | Proměň to       | Alfonso Ribeiro          | Jennifer Glickman              | 24. února 2013     | 18. května 2013    | 310           |
| 63           | 11        | Clean It Up              | Vyčisti to      | Joel Zwick               | Darin Henry                    | 10. března 2013    | 8. června 2013     | 311           |
| 64           | 12        | I Do It Up               | Vezmi si to     | Joel Zwick               | Rob Lotterstein                | 17. března 2013    | 15. června 2013    | 312           |
| 65           | 13        | Forward & Back It Up     | Vrať se         | Joel Zwick               | Jennifer Glickman, Darin Henry | 24. března 2013    | 28. září 2013      | 313           |
| 66           | 14        | Switch It Up             | Vyměň to        | Joel Zwick               | Cat Davis, Eddie Quintana      | 7. dubna 2013      | 24. srpna 2013     | 317           |
| 67           | 15        | Love and War It Up       | Vyber si        | Joel Zwick               | Jenny Lee                      | 28. dubna 2013     | 5. října 2013      | 316           |
| 68           | 16        | In the Bag It Up         | Vyhraj to       | Alfonso Ribeiro          | David Tolentino                | 12. května 2013    | 2. listopadu 2013  | 314           |
| 69           | 17        | Brain It Up              | Nauč se to      | Alfonso Ribeiro          | Jenn Lloyd, Kevin Bonani       | 2. června 2013     | 9. listopadu 2013  | 315           |
| 70           | 18        | Opposites Attract It Up  | Nepředstírej to | Joel Zwick               | Eileen Conn                    | 23. června 2013    | 12. října 2013     | 318           |
| 71           | 19        | Psych It Up              | Vyvěšti to      | Rosario J. Roveto mladší | Rob Lotterstein                | 14. července 2013  | 16. listopadu 2013 | 319           |
| 72           | 20        | Future It Up             | Posuň se v čase | Joel Zwick               | Eileen Conn                    | 28. července 2013  | 7. prosince 2013   | 320           |
| 73           | 21        | Oui Oui It Up            | Přijmi to       | Alfonso Ribeiro          | Jenny Lee                      | 4. srpna 2013      | 23. listopadu 2013 | 323           |
| 74           | 22        | My Bitter Sweet 16 It Up | Uspořádej to    | Joel Zwick               | Rob Lotterstein                | 25. srpna 2013     | 28. prosince 2013  | 325           |
| 75           | 23        | Stress It Up             | Vystresuj se    | Joel Zwick               | Darin Henry                    | 15. září 2013      | 12. ledna 2014     | 322           |
| 76           | 24        | Loyal It Up              | Nezraď to       | Joel Zwick               | Eileen Conn                    | 29. září 2013      | 19. ledna 2014     | 324           |
| 77           | 25        | Haunt It Up              | Vystraš to      | Kimberly McCullough      | Alison Taylor                  | 6. října 2013      | 26. ledna 2014     | 321           |
| 78           | 26        | Remember Me              | Pamatuj si to   | Joel Zwick               | Rob Lotterstein                | 10. listopadu 2013 | 2. února 2014      | 326           |